# Bouchea linifolia
Bouchea linifolia là một loài thực vật có hoa trong họ Cỏ roi ngựa. Loài này được A.Gray ex Torr. mô tả khoa học đầu tiên năm 1859.